# Fátima Milagrosa
Fátima Milagrosa, é um filme mudo português de 1928 realizado por Rino Lupo.

## Sinopse
Maria Helena, ficando sem dinheiro com a morte do pai, o Conde de Unhais, vai servir para Lisboa para casa do Conde de Tovar, sem lhe revelar a sua origem. Preocupada com a paralisia da filha do velho mordomo José, vai pedir um milagre à Nossa Senhora de Lourdes, na Penha de Guimarães. Como não surtisse efeito, Maria Helena decide então ir a Fátima.

## Elenco
- Rafael Alves… Conde de Tovar
- Beatriz Costa… Cantora
- Maria Judice da Costa… Condessa de Unhais
- Antero Faro… Antero de Alenquer
- Ida Kruger… Maria Helena
- Ainda Lupo… Aninhas
- Francisco Sena… José o Mordomo
- Fernanda Simões… Fernanda de Alenquer
- Dina Teresa… Cantora
- Manoel de Oliveira
- Natércia Silva